# Guvernul George G. Mironescu (1)
Guvernul George G. Mironescu (1) a fost un consiliu de miniștri care a guvernat România în perioada 7 - 12 iunie 1930.

## Componența
- Președintele Consiliului de Miniștri

George G. Mironescu (7 - 12 iunie 1930)
- Ministrul de interne

Mihai Popovici (7 - 12 iunie 1930)
- Ministrul de externe

George G. Mironescu (7 - 12 iunie 1930)
- Ministrul finanțelor

Ion Răducanu (7 - 12 iunie 1930)
- Ministrul justiției

Voicu Nițescu (7 - 12 iunie 1930)
- Ministrul instrucțiunii publice și cultelor

Ion Lugoșianu (7 - 12 iunie 1930)
- Ministrul armatei

General Nicolae Condeescu (7 - 12 iunie 1930)
- Ministrul agriculturii și domeniilor

Ion Mihalache (7 - 12 iunie 1930)
- Ministrul industriei și comerțului

Eduard Mirto (7 - 12 iunie 1930)
- Ministrul lucrărilor publice și comunicațiilor

Pantelimon Halippa (7 - 12 iunie 1930)
- Ministru muncii, sănătății și ocrotirii sociale

D. R. Ioanițescu (7 - 12 iunie 1930)

## Sursa
- Stelian Neagoe - "Istoria guvernelor României de la începuturi - 1859 până în zilele noastre - 1995" (Ed. Machiavelli, București, 1995)

| Precedat(ă) de: Guvernul Iuliu Maniu (1) | Guvernul George G. Mironescu (1) 7 - 12 iunie 1930 | Succedat(ă) de: Guvernul Iuliu Maniu (2) |